# Casa Clarence

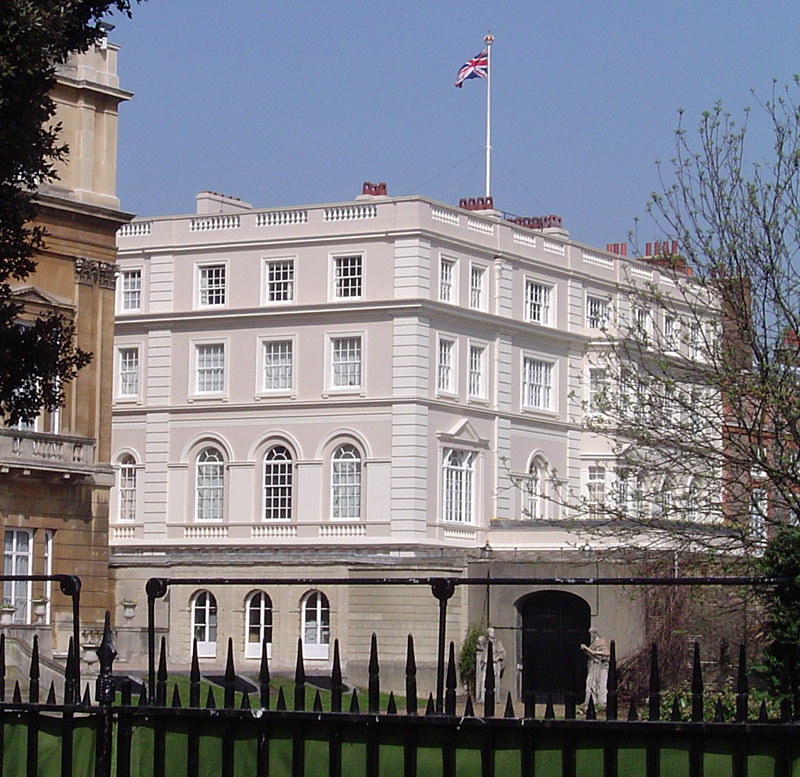
Casa Clarence, Londra

Casa Clarence este o casă regală din Londra, situată pe strada The Mall, în City of Westminster. Este atașată la Palatul Sf. James cu care împarte grădina palatului. Aproape 50 de ani, din 1953 până în 2002, acesta a fost casa reginei-mamă Elisabeta dar acum este reședința oficială a Prințului de Wales, Ducesei de Cornwall și a prinților William și Harry. Casa este deschisă pentru vizitatori timp de aproximativ două luni în fiecare vară.
Din 2002 termenul "Casa Clarence" a fost deseori folosit ca o metonimie pentru biroul privat al Prințului de Wales.
Casa Clarence este de clasa I listată pe Lista patrimoniului național pentru Anglia.

## Istoric
Casa a fost construită între 1825 și 1827 după planurile arhitectului John Nash. A fost comandată de William al IV-lea care era cunoscut ca Ducele de Clarence înainte de a moșteni tronul în 1830. William a locuit aici în vecinătatea Palatului St. James pe care-l considera prea înghesuit. Casa a trecut surorii sale, Prințesa Augusta Sophia și, după decesul ei din 1840, mamei reginei Victoria, Ducesa de Kent.
În 1866, a devenit casa celui de-al doilea fiu al reginei Victoria, Alfred, Duce de Saxa-Coburg și Gotha și Duce de Edinburgh până la moartea sa în 1900.  Fratele său mai mic, Prințul Arthur, Duce de Connaught și Strathearn, al treilea fiu al reginei Victoria, a folosit casa din 1900 până la moartea sa în 1942, timp în care casa a suferit daune provocate de bombardamentele inamice. Până la sfârșitul celui de-Al Doilea Război Mondial, casa a fost folosită de Crucea Roșie și de Brigada de Ambulanțe St. John; apoi a fost dăruită Prințesei Elisabeta și soțului ei, Ducele de Edinburgh.
Prințesa Anne s-a născut aici în 1950. După decesul regelui George al VI-lea, regina mamă și Prințesa Margaret s-au mutat aici în 1953; în cele din urmă Prințesa Margaret s-a mutat într-un apartament de la Palatul Kensington.

## Galerie

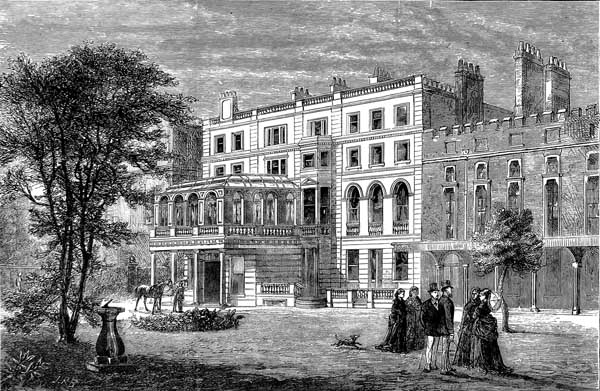
Un desen din 1874 al Casei Clarence
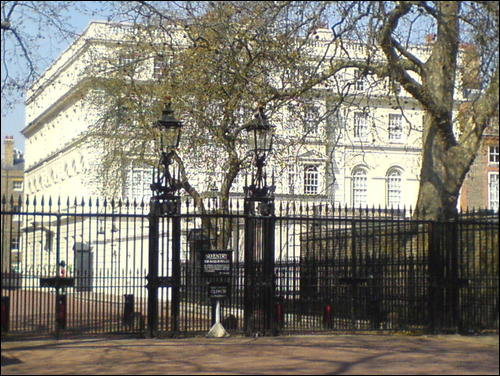
Casa Clarence de pe strada The Mall în 2008